# Аргинин
Аргининът (изписван на латиница Arg или R) e α-аминокиселина. L-аргининът е една от двадесетте най-често срещани в природата аминокиселини. За бозайниците тя е полунезаменима или условно незаменима в зависимост от етапа на развитие и здравословното състояние на индивида (при новородени тя е незаменима). Гликогенна аминокиселина, метаболизира се до α-кетоглутарат (метаболит от Цикъла на Кребс).
Швейцарският химик Ернст Шулце изолира аргинин за първи път през 1886 от растение от рода Lupinus.

## Химични свойства
L-аргининът съдържа гуанидинова група с pKa 12,48, което означава, че е положително заредена в неутрална, кисела и алкална среда и по този начин придава основни свойства на аргинина. Положителният заряд е делокализиран, което дава възможност за формиране на няколко водородни връзки.

## Биологични свойства
Аргининът е алифатна аминокиселина, която в организма съществува в свободно състояние или влиза в състава на много белтъци, силно застъпена е при протамините (нискомолекулни ядрени белтъци, които заместват хистоните в късните етапи на сперматогенезата) и хистоните. Аргининът допринася за ускорената синтеза на соматотропен хормон и на други хормони. Участва в образуването на урина и в обмяната на азота. Аргининът е донор и естествен преносител на азот. Нитрозо групата е основното вещество, регулиращо тонуса на артериалните съдове, от което зависи диастоличното налягане. При недостиг на аргинин то нараства.
Аргининът участва в цикъла на преаминиране (орнитин-цитрулин-аргинин) и извеждане от организма на крайния азот, който е продукт от разпадането на белтъците.
Аргининът е носител и донор на азота, необходим за синтезата на мускулна тъкан – способства за увеличаване на мускулната маса и намаляване на мазнините при нормално физическо натоварване.
Аргининът притежава и психотропни ефекти, като способства за подобряване на настроението, активността и половата функция.

### Биосинтеза
Аргининът се синтезира от цитрулин посредством цитозолните ензими аргининосукцинат синтетаза и аргининосукцинат лиаза. Синтезата на всяка молекула аргининосукцинат е съпроводена с хидролиза на ATФ (аденозинтрифосфат, лат. ATP) до AMФ (аденозинмонофосфат, лат. AMP).
Цитрулинът се получава от аргинин посредством азотен оксид синтаза, от орнитин посредством катаболизъм на пролин или глутамин/глутамат, от асиметричен диметиларгинин. Пътищата, които свързват аргинин, глутамин и пролин са обратими и като цяло продукцията на всяка от тези аминокиселини зависи от типа клетка и от етапа на развитие на организма.
Епителните клетки на тънките черва произвеждат цитрулин основно от глутамин и глутамат. В същото време клетките на проксималното каналче на бъбреците извличат цитрулин от кръвообръщението и го превръщат в аргинин, който постъпва отново циркулация. Синтез на аргинин от цитрулин се наблюдава в по-малка степен и в много други клетки.

### Разграждане
Първоначалните реакции при катаболизма на аргинин са свързани с превръщането му в орнитин, последвано от трансаминиране на орнитин до глутамат-у-полуалдехид. Мутации в орнитин δ-аминотрансфераза (орнитин трансаминаза, ЕС 2.6.1.13) повишават плазмения и уринарен орнитин и са свързани със спираловидна атрофия на хороидеята и ретината. Лечението включва ограничаване на аргинина, приет чрез храната.

## Набавяне
Аргининът е условно незаменима аминокиселина, което означава, че през по-голямата част от времето може да се произвежда от организма и не е абсолютно необходима хранителна съставка. От друга страна биосинтетичният път не осигурява достатъчно аргинин и част от него трябва да се поема с храната. Източниците на аргинин са животински и растителни (сирене, мляко, телешко и свинско месо, бяло пилешко и пуешко месо, различни видове риба и морски деликатеси, бобови и житни растения, ядки, соя, нахут, слънчогледови, тиквени семки, сусам др.).

## Функции
Аргининът играе ключова роля при клетъчното делене. Редуцира времето за заздравяване на рани и е особено важен при фрактури на костите. Ускорява изхвърлянето на токсичния амоняк от организма. Подобрява имунната функция. Стимулира синтеза на растежни хормони. Стимулира натрупването на мускулна маса. Потиска натрупването на мазнини и намалява риска от сърдечни заболявания. Прекурсор е на синтезата на азотен оксид и подпомага понижаването на кръвното налягане (асиметричният метиларгинин (ADMA) инхибира реакцията до азотен оксид и е маркер за съдови заболявания). Прекурсор е и на урея, орнитин и агматин, необходим е за синтезата на креатин. Може да се използва и при синтезата на полиамини (путресцин, спермин, и спермидин). Подобрява продукцията и жизнеността на сперматозоидите.